# Kreis Bückeburg
| Basisdaten            | Basisdaten           |
| --------------------- | -------------------- |
| Deutscher Bundesstaat | Schaumburg-Lippe     |
| Verwaltungssitz       | Bückeburg            |
| Fläche                | 120 km² (1939)       |
| Einwohner             | 23.644 (1939)        |
| Bevölkerungsdichte    | 197 Einw./km² (1939) |
| Gemeinden             | 37 (1939)            |

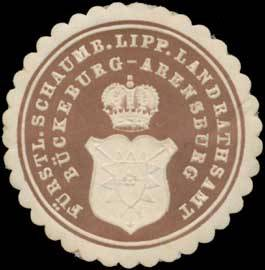
Siegelmarke Fürstlich Schaumburgisch-Lippisches Landratsamt Bückeburg-Arensburg

Der Kreis Bückeburg war von 1899 bis 1946 ein Landkreis in Schaumburg-Lippe. Der Kreissitz war in Bückeburg. 

## Geschichte
Im Fürstentum Schaumburg-Lippe wurden 1879 die Ämter Arensburg und Bückeburg zum neuen Amt Bückeburg-Arensburg vereinigt, das 1884 in den Landratsamtsbezirk Bückeburg-Arensburg und schließlich 1899 in den Kreis Bückeburg umgewandelt wurde. Die Stadt Bückeburg blieb zunächst kreisfrei und wurde erst 1934 in den Kreis Bückeburg eingegliedert. 
Im Zuge der Gleichschaltung nach der nationalsozialistischen Machtergreifung verloren die schaumburg-lippischen Kreise zunehmend ihre individuelle Bedeutung. Am 14. Juni 1935 schlug der nationalsozialistische Landespräsident Karl Dreier in einer Denkschrift die Zusammenlegung der beiden Kreise vor, was aber wegen des befürchteten Nebeneinanders des Land- und des Kreistages nicht erfolgte. Allerdings wurde der sozialdemokratische Bückeburger Landrat Erwin Loitsch aus seinem Amt entfernt, das der konservative Stadthagener Landrat Richard Seebohm vorübergehend zusätzlich übernahm. Dieser wurde bei seinem Ruhestand am 1. Oktober 1936 in dieser Rolle vom nationalsozialistischen Ortsgruppenleiter Hermann Gebbers zunehmend ersetzt, der schon seit Juni 1933 kommissarisch, seit März 1934 endgültig den Kreis Bückeburg leitete. Faktisch wurde somit die nach 1945 verwirklichte Zusammenlegung der zwei Kreise vorweggenommen.
Bei der Bildung von Niedersachsen im Jahre 1946 wurde der Kreis Bückeburg mit dem benachbarten Kreis Stadthagen zum neuen Landkreis Schaumburg-Lippe zusammengeschlossen.

## Einwohner

### Kreis
| Einwohner       | 1900   | 1910   | 1925   | 1939   |
| --------------- | ------ | ------ | ------ | ------ |
| Kreis Bückeburg | 13.799 | 15.003 | 15.939 | 23.644 |

### Gemeinden
Gemeinden des Kreises Bückeburg mit mehr als 700 Einwohnern (Stand 1939):
| Gemeinde          | Einwohner |
| ----------------- | --------- |
| Ahnsen            | 897       |
| Bückeburg         | 7.859     |
| Bad Eilsen        | 722       |
| Evesen            | 1.907     |
| Luhden-Schermbeck | 982       |
| Steinbergen       | 1.163     |
| Sülbeck           | 946       |
| Vehlen,           | 905       |

## Gemeinden
Dem Kreis gehörten die folgenden Gemeinden an:
|  | Achum Ahnsen Bad Eilsen Beeke Berenbusch-Nordholz (1939 zu Evesen) Bergdorf Buchholz Bückeburg (Stadt, seit 1934 im Kreis) Cammer Evesen Frille Gelldorf Hackshorst | Heeßen Helpsen Hevesen (1936 zu Warber) Jetenburg (1928 zu Bückeburg) Kirchhorsten Levesen Luhden-Schermbeck Meinsen Müsingen Petzen (1939 zu Evesen) Röcke (1939 zu Evesen) Rösehöfe Rusbend | Scheie Schierneichen-Deinsen Seggebruch Selliendorf-Knatensen (1939 zu Kleinenbremen bzw. Bückeburg) Steinbergen Stemmen Südhorsten Sülbeck Tallensen-Echtorf Vehlen Warber |

## Landräte
- Emil von Hinüber (1894–1923)
- Erwin Loitsch (1923–1933)
- Hermann Gebbers (1933–1945)[2]